# Ronald Oaxaca
Ronald L. Oaxaca est un professeur d'économie à l'université d'Arizona située à Tucson. Il est surtout connu pour avoir développé la décomposition de Blinder-Oaxaca avec Alan Blinder.
De 1989 à 2007, il est un coéditeur scientifique actif de la partie Papers and Proceedings de l' American Economic Review, dont il relit, résume et aide à la vulgarisation de plus de 1500 articles.

## Distinctions
En 2008, il est nommé membre à vie de l'American Economic Association, en reconnaissance de son travail au sein de Papers and Proceedings.

## Publications
- (en) Ronald L. Oaxaca, « Male-Female Wage Differentials in Urban Labor Markets », International Economic Review, vol. 14, no 3,‎ 1973, p. 693–709